# Dragovanščak
Dragovanščak (do roku 1981 Dragovanšćak) je vesnice v Chorvatsku v Záhřebské župě. Je součástí opčiny města Jastrebarsko, od něhož se nachází 11 km severozápadně. V roce 2011 zde žilo 101 obyvatel.

## Sousední vesnice
| Růžice kompasu |           | Goljak       | Hrašća  | Růžice kompasu |
| Růžice kompasu | Slavetić  | Sever        |         | Růžice kompasu |
| Růžice kompasu | Slavetić  | Dragovanščak |         | Růžice kompasu |
| Růžice kompasu | Slavetić  | Jih          |         | Růžice kompasu |
| Růžice kompasu | Brebrovac |              | Rastoki | Růžice kompasu |